# Ongeluk met SpaceX-vlucht Amos-6

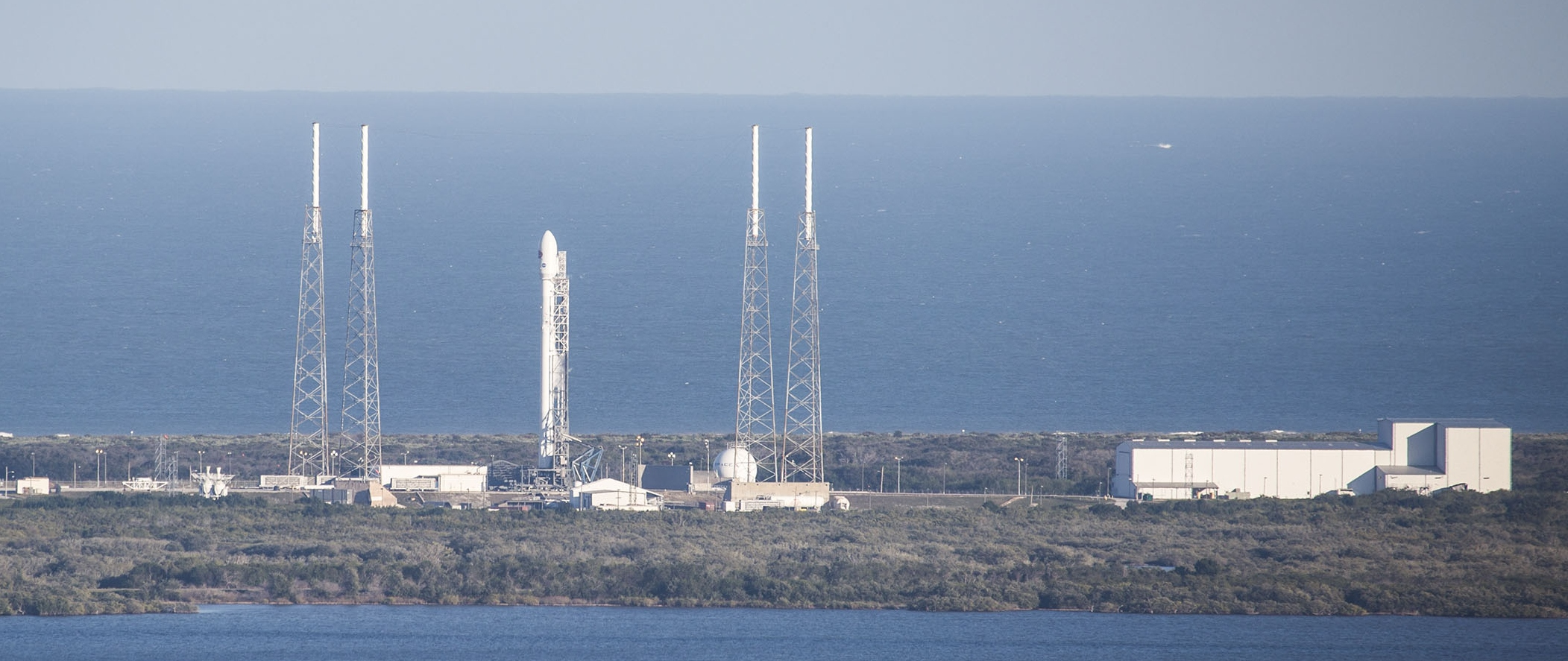
SLC-40 met een Falcon 9-raket, februari 2015

De voorgenomen Falcon 9-vlucht 29 is een bij voorbaat mislukte Falcon 9-vlucht, waarbij op 1 september 2016, de draagraket en lading tijdens een voorbereidende test verloren gingen en de lanceerinstallatie zwaar beschadigd raakte. 
Na het ongeluk trok SpaceX enkele maanden uit voor een gedegen onderzoek naar de oorzaak. De Amos-6-communicatiesatelliet (kosten 205 miljoen dollar) van het Israëlische bedrijf SpaceCom had als doel om breedbandinternet in een groot gedeelte van Afrika en het Midden-Oosten beschikbaar te maken. Een groot gedeelte van de bandbreedte was voor Facebook gereserveerd. De satelliet werd daardoor in de media per abuis als Facebook-satelliet aangeduid. 
De geplande lancering was op het lanceerplatform SLC-40 op 3 september 2016 tijdens de 29ste Falcon 9-vlucht.

## De explosie
Op 1 september 2016 explodeerde de Falcon 9 Full Thrust enkele minuten voor een "static fire test", waarbij de brandstoftanks worden gevuld en de motoren kort worden gestart als generale repetitie om de volledige lanceersequentie, uitgezonderd het loslaten van de raket, te oefenen en na te lopen. Volgens de eerste berichten zou er in de tweede trap iets zijn misgegaan, waarna een zelfvernietigingsmechanisme in werking trad. 
Op de beelden van US Launch Report die de test filmden, is te zien dat eerst de tweede trap explodeerde, gevolgd door de eerste trap, waarna de RP1 (raketkerosine) brandend op de grond valt. De neuskegel (met vracht) bleef nog enige seconden in de klemarmen van de strongback (stalen steun-constructie die de raket tot een minuut voor de lancering vasthoudt) staan, tot deze het door de hitte begaven. De neuskegel viel vervolgens op de grond, waarna nog een aantal explosies volgden. 
Dit was een van de grootse, mogelijk zelfs de grootste, Amerikaanse "on the pad"-raketexplosies ooit. De omgeving van SLC-40 was om veiligheidsredenen voor het begin van de test al geëvacueerd. De brandweer van de 45th Space Wing liet de brand die ontstond in eerste instantie zoveel mogelijk uitbranden, mede omdat er op het terrein nog tanks met explosieve brandstoffen stonden. Enkele daarvan explodeerden in de brand. Ook zijn de rook en dampen van hydrazine (satellietbrandstof) zeer giftig. Het duurde enkele uren voordat de brandweer veilig in de buurt van het lanceercomplex kon komen en de laatste (natuur)branden kon blussen.

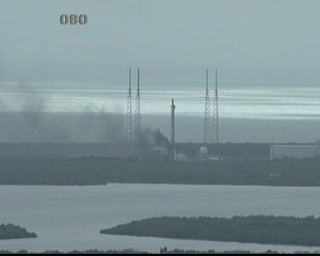
SLC-40 nadat de ergste brand voorbij was

Er was flinke schade aan de lanceerinstallatie. Op het nabijgelegen lanceercomplex SLC-41, waar een Atlas V-raket met de OSIRIS-REx-ruimtesonde werd klaargemaakt voor de lancering, is ondanks de enorme dreun geen schade aangetroffen. SLC-41 bevindt zich binnen de evacuatiezone voor static fire-tests en lanceringen vanaf SLC-40.

## Onderzoek en wilde speculaties
Op 9 september, een week na het ongeluk, meldde SpaceX-CEO Elon Musk op Twitter dat de explosie de ingewikkeldste anomalie sinds 2002 (jaar van oprichting SpaceX) was. De explosie vond plaats tijdens een normale vulroutine van de brandstoftanks, de motoren waren uit en er was voor zover bekend geen hittebron in de buurt. 
Op de vraag van een twitteraar of iets de raket had geraakt, zoals door enkelen op YouTube werd beweerd, antwoordde Musk dat niet uit te kunnen sluiten. Ook gaf Musk aan dat het onderzoek zich op dat moment concentreerde op een nog mysterieuze "zachte knal" die enkele seconden voor de explosie op filmmateriaal staat, maar tot dan toe op geen enkele sensor in de raket zelf was teruggevonden. 
SpaceX riep vervolgens via sociale media iedereen die foto's, video's of geluidopnames rond het incident heeft gemaakt op om deze naar het onderzoeksteam te e-mailen. Vervolgens barstte op diverse sociale media een discussie los vol speculaties over sabotage als mogelijke oorzaak, waarbij een hele rits aan "vijanden van SpaceX, SpaceCom en Elon Musk" werd opgesomd. Toen ook nog bleek dat onderzoekers van SpaceX op het dak van de SMARF, een door concurrent ULA gehuurd gebouw, wilde laten kijken om mogelijke sabotage uit te sluiten, kwamen deze berichten ook in de mainstreammedia terecht.
De fictieve ULA Sniper is in de jaren daarop onder ruimtevaart liefhebbers tot een internetmeme verworden die bij alles wat mis gaat in de ruimtevaartindustrie als grap wordt aangehaald.

## Oorzaak
Drie weken na de explosie kwam SpaceX met een tussentijdse verklaring over een mogelijke oorzaak. SpaceX meldde dat het ongeluk zeer snel plaatsvond. De eerste foutmelding kwam slechts 93 milliseconden voor het wegvallen van de telemetrie-data. De oorzaak leek te liggen in het breken of scheuren van een heliumfles of het op een andere manier falen van het cryogene heliumsysteem (leidingen en ventielen), waardoor de heliumfles zijn inhoud in één keer de tank inblies met overdruk in de zuurstoftank van de tweede trap als gevolg.
SpaceX gaf verder te kennen het werk aan de lanceercomplexen LC-39A op Kennedy Space Center en SLC-4E op Vandenberg Air Force Base klaar te maken voor een return to flight (rtf), die op z'n vroegst in november zou plaatsvinden, hoewel een rtf begin 2017 op dat moment waarschijnlijker leek. SLC-40 bleek zwaar beschadigd, maar een groot deel van tank-en-controlesystemen was niet of nauwelijks beschadigd. Ook de hangar had geen enkele schade opgelopen. 
Gwynne Shotwell gaf in een interview op 5 oktober 2016 aan dat ze op dat moment niet meer verwachtte dat de oorzaak aan het ontwerp ligt, maar ze ergens iets verkeerd hebben gedaan met de raket en dat er veel tests worden uitgevoerd om uit te maken waar of hoe er een fout is gemaakt. Daardoor hoopte SpaceX de vluchten toch nog in 2016 te kunnen hervatten.
Op 28 oktober gaf SpaceX in een update op hun website aan dat de oorzaak gezocht werd in het vulproces en dat ze bij tests in staat bleken met het vulproces de omstandigheden en de explosie te reconstrueren. De oplossing zou moeten liggen in het aanpassen van het vulproces. Een week later meldde Musk dat de oorzaak gevonden was. Het zou een uniek ongeluk zijn dat te maken zou hebben met de temperatuur van de vloeibare zuurstof, die zo koud zou zijn dat er stolling/bevriezing zou hebben plaatsgevonden, waardoor een deel van de zuurstof in vaste vorm zou zijn overgegaan. 
SpaceX verwachtte op dat moment halverwege december 2016 weer te kunnen lanceren. Als lanceerdatum werd aanvankelijk op 16 december gepland, SpaceX was echter nog in afwachting van benodigde toestemming van de luchtvaartautoriteiten en moest de "return to flight" enkele weken uitstellen.
Volgens The New York Times zou de onderkoelde vloeibare zuurstof tot onder de stollingstemperatuur zijn afgekoeld doordat het vloeibare helium in de composite overwrapped pressure vessels (COPV’s, lichtgewicht heliumtanks die met een omwikkeling van koolstofvezel zijn verstevigd) die in de zuurstoftank zitten nog veel kouder was en er temperatuuroverdracht optrad tussen de vloeibare zuurstof en het vloeibare helium.
Later werd door SpaceX bevestigd dat er meerdere mogelijke oorzaken waren gevonden die er in grote lijnen allemaal op neerkwamen dat vloeibare zuurstof, die tussen de koolstofvezelomwikkeling van de heliumtanks kan sijpelen, was gaan klonteren, waardoor er vezels braken met als gevolg dat de bewuste heliumtank zijn stevigheid verloor en kon openbarsten, daarmee de explosie in gang zettend.

## Gevolgen en "return to flight"
SpaceX kondigde op 2 januari 2017 aan dat ze van plan waren 8 januari 2017 hun "return to flight" (rtf) te maken. Dit betrof een vlucht vanaf Vandenberg Air Force Base met aan boord de eerste tien Iridium-Next-communicatiesatellieten. SpaceX vulde de heliumtanks volgens een ouder protocol, waarbij het helium minder koud is zodat er geen zuurstofklonten kunnen ontstaan. Dit kost echter meer tijd. Bovendien is de static fire-test zonder de commerciële lading uitgevoerd; de lading en neuskegel (die wel al eerder zijn samengevoegd) zijn pas na de test met de raket geïntegreerd. 
De test liep twee dagen vertraging op en werd op 5 januari uitgevoerd. Toestemming van de FAA om weer te mogen lanceren kwam op 6 januari. Hoewel verdere integratie tijdig voltooid zou kunnen worden, werd de lancering vanwege verwachte ongunstige weersomstandigheden uitgesteld tot 14 januari. De "return to flight" was op alle punten een succes.
Verder zou SpaceX de heliumtanks aanpassen of herontwerpen zodat het helium in de later wel veilig met een extreem lage temperatuur geladen konden worden.
Lanceercomplex 40 werd gerepareerd. De verwachting was dat dit een jaar in beslag ging nemen. SpaceX was van plan lanceercomplex 39A naast lanceercomplex 40 te gebruiken en zodoende in staat te zijn korter achter elkaar te kunnen lanceren. Behalve vertragingen als gevolg van het aan de grond houden van de Falcon 9, kon SpaceX voorlopig niet het hoge lanceertempo dat ze wilden invoeren. Onder andere de eerste Falcon Heavy-vlucht en Dragon 2-testvluchten zijn om die reden uitgesteld. De kosten van de reparaties aan SLC-40 bedroegen volgens SpaceX 'veel minder dan de helft' dan die van een nieuw lanceercomplex, dat volgens SpaceX ongeveer 100 miljoen dollar kost.
De reparatie van SLC-40 werd ook aangewend om verbeteringen en aanpassingen aan te brengen. Zo zijn pijpleidingen en bedrading zoveel mogelijk in betonnen constructies verwerkt zodat er na een mogelijke toekomstige explosie of brand minder reparaties nodig zijn. Op 6 december 2017 werd de eerste static fire-test er uitgevoerd in voorbereiding op vlucht CRS-13, de eerste lancering vanaf het opgeknapte en vernieuwde SLC-40 die 15 december 2017 werd uitgevoerd.

## Verzekering en financiële afwikkeling
Het ongeluk maakte ook duidelijk dat satellieten op verschillende momenten onder een andere verzekeringspolis vallen. Zo was de satelliet niet gedekt onder de lanceerpolis omdat hij niet tijdens de vlucht of aftelsequentie verloren ging, maar ook niet onder de verzekering die het vervoer naar de integratiehangar van SpaceX dekte. SpaceX bood SpaceCom 50 miljoen dollar of een gratis lancering aan ter compensatie voor de verloren vlucht. Aandelen SpaceCom verloren de helft van hun waarde op de beurs van Tel Aviv. 
De functies van Amos-6 zullen in de nieuw door Boeing te bouwen satelliet Amos-17 worden opgenomen. In de tussentijd wordt een deel van de functies uitgevoerd door bandbreedte van de AsiaSat-8-satelliet te huren. SpaceX draaide als gevolg van het verlies van de lancering en de opgelopen vertragingen in de laatste twee kwartalen van 2016 verlies. Spacecom heeft de aangeboden gratis lancering op 6 augustus 2019 gebruikt voor Amos-17. Voor die vlucht werd een reeds gebruikte Falcon 9-boostertrap ingezet. Amos-8 zal, waarschijnlijk in 2020, eveneens door SpaceX worden gelanceerd.
Vanaf de return to flight in januari 2017 begon SpaceX in een ongekend tempo lanceringen uit te voeren en lanceerde in die periode meer raketten dan Rusland, Europa, China of concurrerende commerciële lanceerservices. Vanaf LC-39A bleek het mogelijk te zijn met slechts 12 tussenliggende dagen te kunnen lanceren. Door dit hoge tempo wist SpaceX een groot deel van de achterstand op hun lanceerschema in te lopen en het vertrouwen van hun klanten terug te winnen.

## Nasleep: veiligheidstwijfels Commercial Crew
De Amos-6-explosie leidde ertoe dat er lange tijd bij verschillende instanties en politici twijfels bestonden of de Falcon 9 wel mocht worden goedgekeurd voor bemande lanceringen met het Dragon 2-ruimteschip onder NASA’s Commercial Crew-programma. De COPV’s bleken een knelpunt te vormen. Daarom heeft SpaceX voor de Block 5-uitvoering van de Falcon 9 nieuwe COPV’s ontwikkeld waarbij geen zuurstof tussen de omwikkeling kan komen. Als back-up had SpaceX op verzoek van NASA ook heliumtanks van Inconel ontwikkeld. 
In de zomer van 2018 werden de nieuwe COPV’s na ruim 50 tanktests echter veilig bevonden en gecertificeerd. Nadat er zeven succesvolle vluchten met de Falcon 9-Block 5 met nieuwe COPV’s waren uitgevoerd kon deze uitvoering worden goedgekeurd voor bemande vluchten.
Omdat het ongeluk gebeurde tijdens het tanken werd ook de veiligheid van het “load and go”-tankproces betwist. Een Falcon 9 moet namelijk binnen enkele minuten na het brandstoftanken worden gelanceerd. Dat betekent dat de bemanning voor het tanken plaats moet nemen in de capsule. De Crew Dragon is met ontsnappingsmotoren uitgerust om bij een explosie sneller dan de drukgolf op veilige afstand van de raket te komen. SpaceX acht het lopen boven een volgetankte raket gevaarlijker dan al in de gesloten capsule zitten. Ook het load and go-proces werd door NASA en de FAA goedgekeurd.
Het ongeluk bracht ook investeerders van de ruimtevaartindustrie aan het twijfelen. Start-up-lanceerbedrijf Firefly Space Systems ging eind 2016 failliet toen een grote investeerder zich naar aanleiding van de explosie terugtrok uit het bedrijf. Firefly kon overigens later doorstarten als Firefly Aerospace met een nieuwe investeerder.
De twijfels over de Falcon 9 verbleekten uiteindelijk. SpaceX had in 2024 sinds dit ongeluk geen mislukte lancering meer gehad en meer dan 250 succesvolle Falcon 9-missies op rij gelanceerd waarmee deze tot de betrouwbaarste lanceertuigen van de wereld behoort.

## Trivia
- Er was lange tijd onduidelijkheid over het vluchtnummer "29". Doordat de raket nooit gevlogen heeft was het officieel geen vlucht. Op de return to flight-booster met Iridium NEXT 1-10 was ook het nummer "29" te lezen.
- Na de explosie vroegen veel mensen zich af wat er zou zijn gebeurd mocht er een bemande Dragon 2-ruimtecapsule op de raket gemonteerd hebben gezeten. Elon Musk meldde op Twitter dat het technisch gezien niet om een explosie, maar om een zeer snelle brand ging en dat de Dragon 2 (met zijn launch escape systeem) ontkomen zou zijn.[15] Een filmpje op YouTube, waarin beelden van de explosie en Dragon 2 pad escape test op elkaar waren gemonteerd, maakten dat visueel inzichtelijk.[16]